# El Kantara (Tunesien)
 For alternative betydninger, se El Kantara. (Se også artikler, som begynder med El Kantara)
El Kantara er en by beliggende på den sydlige del af øen Djerba i Tunesien. 
I Nordafrika findes der byer af samme navn.
Fra El Kantara er der en 6,4 Km lang dæmning fra øen Djerba til fastlandet.